# Vértes
Vértes este o arie protejată (arie specială de conservare — SAC, sit de importanță comunitară — SCI, arie de protecție specială avifaunistică — SPA) din Ungaria întinsă pe o suprafață de 25.553,63 ha, integral pe uscat.

## Localizare
Centrul sitului Vértes este situat la coordonatele 47°26′30″N 18°23′05″E / 47.4417°N 18.3847°E.

## Înființare
Situl Vértes a fost declarat sit de importanță comunitară în mai 2004 pentru a proteja 9 specii de plante și 53 de specii de animale. Alte tipuri de protecție:
- arie de protecție specială avifaunistică (în mai 2004)[2]
- arie specială de conservare (în februarie 2010)[1][3][4]

## Biodiversitate
Situată în ecoregiunea panonică, aria protejată conține 23 de habitate naturale: Pajiști stepice subpanonice, Păduri panonice cu Quercus pubescens, Fânețe de joasă altitudine (Alopecurus pratensis, Sanguisorba officinalis), Păduri panonice-balcanice de stejar turcesc - stejar sesil, Pajiști uscate seminaturale și facies de acoperire cu tufișuri pe substraturi calcaroase (Festuco-Brometalia) (* situri importante pentru orhidee), Păduri panonice cu Quercus petraea și Carpinus betulus, Pante stâncoase calcaroase cu vegetație casmofită, Pajiști panonice carstice (Stipo-Festucetalia pallentis), Fânețe montane, Păduri de fag Asperulo-Fagetum, Păduri pe pante, grohotișuri și ravene de Tilio-Acerion, Lacuri eutrofice naturale cu vegetație de tip Magnopotamion sau Hydrocharition, Pajiști stepice panonice pe loess, Stepe panonice nisipoase, Liziere de ierburi înalte hidrofile de câmpie și de nivel montan până la alpin, Pajiști aluvionare inundabile, de Cnidion dubii, Mlaștini alcaline, Păduri aluvionare cu Alnus glutinosa și Fraxinus excelsior (Alno-Padion, Alnion incanae, Salicion albae), Pajiști cu Molinia pe soluri calcaroase, turboase sau argilos-nămoloase (Molinion caeruleae), Tufărișuri subcontinentale peripanonice, Pajiști carstice calcaroase sau bazofile, de Alysso-Sedion albi, Peșteri inaccesibile publicului, Păduri de fag din Europa Centrală dezvoltate pe sol calcaros cu Cephalanthero-Fagion.
La baza desemnării sitului se află mai multe specii protejate:
- plante (9): Apium repens, Dianthus plumarius subsp. regis-stephani, Echium russicum, Himantoglossum caprinum, Iris humilis subsp. arenaria, Mannia triandra, sisinei (Pulsatilla grandis), Serratula lycopifolia, Seseli leucospermum
- păsări (19): pescăruș albastru (Alcedo atthis), acvilă de câmp (Aquila heliaca), caprimulg (Caprimulgus europaeus), barză neagră (Ciconia nigra), șerpar (Circaetus gallicus), porumbel de scorbură (Columba oenas), ciocănitoarea de stejar (Dendrocopos medius), ciocănitoare de grădină (Dendrocopos syriacus), ciocănitoare neagră (Dryocopus martius), șoim dunărean (Falco cherrug), șoim călător (Falco peregrinus), muscar-gulerat (Ficedula albicollis), codalb (Haliaeetus albicilla), sfrâncioc roșiatic (Lanius collurio), ciocârlie de pădure (Lullula arborea), codobatură de munte (Motacilla cinerea), viespar (Pernis apivorus), ciocănitoare verzuie (Picus canus), silvie porumbacă (Sylvia nisoria)
- amfibieni (2): buhai de baltă cu burta roșie (Bombina bombina), triton cu creastă dobrogean (Triturus dobrogicus)
- mamifere (10): liliac cârn (Barbastella barbastellus), vidră de râu (Lutra lutra), dihor de stepă (Mustela eversmanii), liliac cu urechi mari (Myotis bechsteinii), liliac cu urechi de șoarece (Myotis blythii), liliac cărămiziu (Myotis emarginatus), liliac comun (Myotis myotis), liliacul mare cu potcoavă (Rhinolophus ferrumequinum), liliacul mic cu potcoavă (Rhinolophus hipposideros), popândău (Spermophilus citellus)
- nevertebrate (21): croitorul mare al stejarului (Cerambyx cerdo), Cucujus cinnaberinus, Cucullia mixta, orthosia schmidtii (Dioszeghyana schmidtii), Erannis ankeraria, fluturele de noapte (Eriogaster catax), fluturele auriu (Euphydryas aurinia), Euplagia quadripunctaria, Hypodryas maturna, Isophya costata, Lignyoptera fumidaria, Limoniscus violaceus, rădașcă (Lucanus cervus), fluturele purpuriu (Lycaena dispar), phengaris nausithous (Maculinea nausithous), Maculinea teleius, croitorul cenușiu al stejarului (Morimus funereus), Phyllometra culminaria, gândacul de apă (Rhysodes sulcatus), Rosalia alpina, Stenobothrus eurasius
- reptile (1): țestoasa de baltă (Emys orbicularis)

Pe lângă speciile protejate, pe teritoriul sitului au mai fost identificate 7 specii de plante, 4 specii de amfibieni, 9 specii de mamifere, 13 specii de nevertebrate, 5 specii de reptile.